# Palais Bose
Koordinaten: 51° 50′ 11″ N, 12° 14′ 32,3″ O

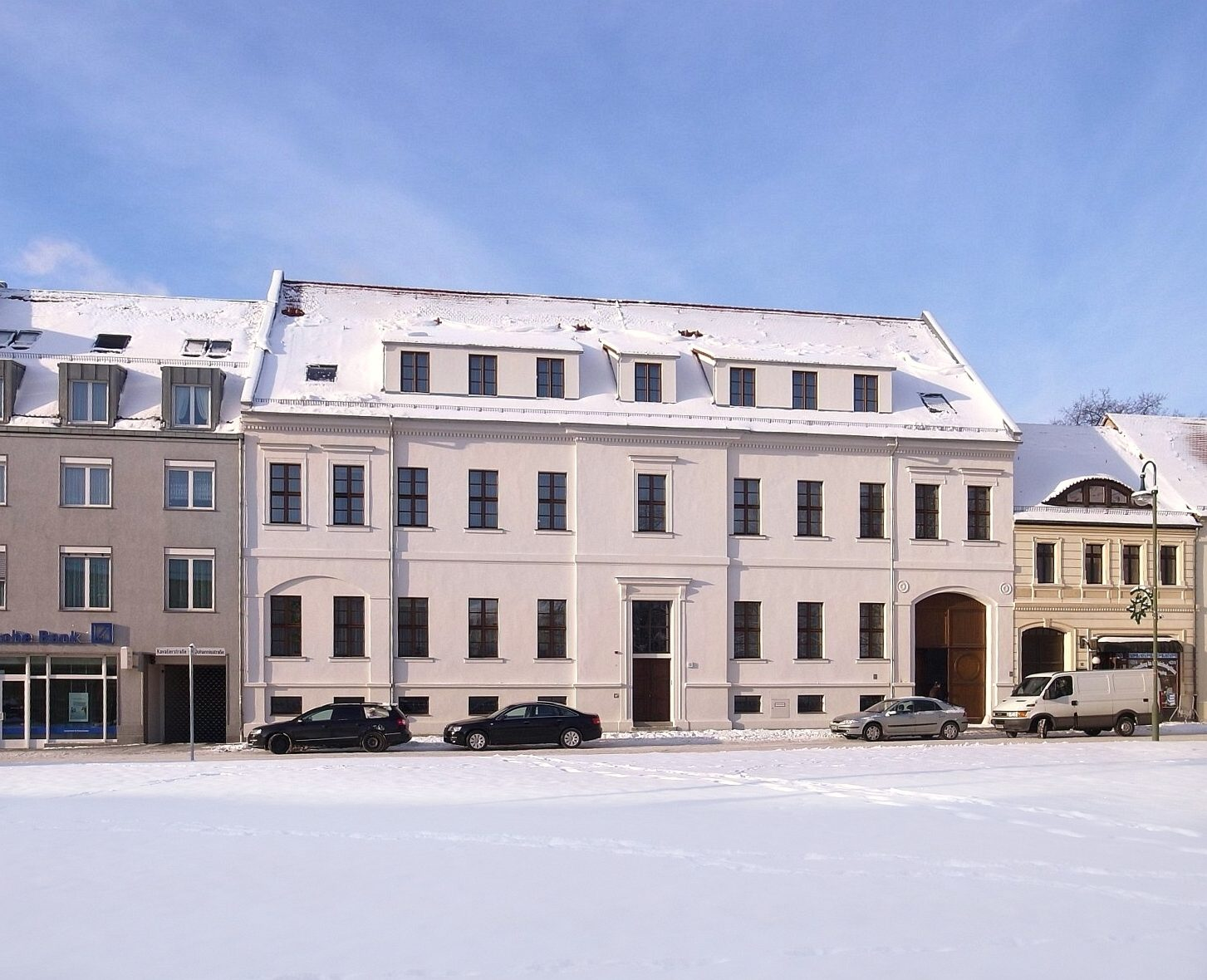
Palais Bose

Das Palais Bose, zeitweilig auch Prinz-Wilhelm-Palais oder Wilhelmspalais genannt, ist ein historisches Gebäude an der Johannisstraße 13 in der Neustadt von Dessau.
Das spätklassizistische Gebäude wurde von 1800 bis 1803 durch Graf von Bose, einem Kammerherren von Fürst Franz, erbaut. Andere Quellen gehen von einem Baubeginn ab 1796 aus.
Nach der Nutzung als Wohnresidenz des Grafen wurde später die Georgsbibliothek (heute in der Anhaltischen Landesbücherei Dessau), später die Herzogliche öffentliche Bibliothek im Gebäude untergebracht.
Nach dem Zweiten Weltkrieg wurde von 1950 bis Juni 1959 provisorisch die Anhaltische Gemäldegalerie im Palais Bose untergebracht, bevor sie danach in das Schloss Georgium umzog. Das nun leerstehende Gebäude wurde in der DDR als Pionierhaus „Bruno Kühn“ genutzt.
Seit 2003 ist es nach umfangreichem Umbau Seniorenresidenz der avendi Senioren Service GmbH & Co. KG.